# Passeport pour Pimlico
Pour plus de détails, voir Fiche technique et Distribution.
Passeport pour Pimlico (Passport to Pimlico) est un film britannique réalisé par Henry Cornelius et sorti en 1949.
Le film met en scène les habitants de Pimlico, un quartier du centre de Londres, qui découvrent l'existence d'un parchemin démontrant que leur quartier est en réalité une dépendance du duché de Bourgogne, qui avait perdu son autonomie depuis 1482. Les habitants proclament alors leur indépendance par rapport au Royaume-Uni en devenant ainsi une micronation. Dans le but de reprendre le contrôle de la situation en retirant cette épine fichée au cœur même de la capitale, le Gouvernement de Sa Majesté va leur rendre la vie difficile mais la résistance s'organise.

## Synopsis
Dans le Londres de l’après guerre, une bombe allemande, qui n'avait pas explosé, est neutralisée par les pompiers dans les jardins de Miramont à Pimlico. L’explosion révèle alors une cave enterrée depuis longtemps et contenant des œuvres d’art, des pièces de monnaie en or, des bijoux précieux et un manuscrit très ancien. Le document est authentifié par l’historienne et professeure Hatton-Jones comme une charte royale d’Édouard IV, qui a cédé une maison et ses domaines à Charles le Téméraire, le dernier duc de Bourgogne, quand il s’y est réfugié après avoir été présumé mort à la Bataille de Nancy en 1477. Comme la charte n’a jamais été révoquée au cours des siècles suivants, la zone de Pimlico est déclarée comme faisant toujours partie légalement du Duché de Bourgogne. N'ayant pas de juridiction légale, le gouvernement britannique exige que les résidents locaux forment un comité représentatif conformément aux lois du duché disparu depuis longtemps avant de négocier avec eux. Selon l’ancienne loi bourguignonne, c'est au duc lui-même de nommer un conseil, or Sébastien de Charolais arrive alors et se présente comme l'héritier  du titre, ce qui est vérifié par la professeure Hatton-Jones. Il forme ainsi un conseil avec des ministres et entame des discussions avec le gouvernement, notamment au sujet du trésor bourguignon.
Rapidement, les habitants adoptent leurs nouvelles vies de sujets Bourguignons et se rendent compte qu’ils ne sont pas soumis au rationnement ou à d’autres restrictions bureaucratiques faisant que le quartier est rapidement inondé de marchandises issu du marché noir. Incapable de gérer cette situtation, les autorités britanniques entourent le territoire bourguignon de barbelés mais les habitants ripostent en arrêtant le métro londonien alors qu’il traverse le territoire de la Bourgogne. Ils demandent à voir les passeports de tous les passagers et ceux qui n’ont pas de papiers sont empêchés de continuer leur traversée. Le gouvernement britannique riposte alors en rompant toutes les négociations en cours et isole totalement Pimlico tout en invitant les résidents à émigrer en Angleterre mais peu se résolvent à partir. Dans les jours qui suivent, l’électricité, l’eau, le gaz et les livraisons de nourriture sont toutes coupées à la frontière par les Britanniques. Tard dans la nuit, les Bourguignons relient secrètement un tuyau à une conduite d’eau britannique voisine pour remplir un bassin. Néanmoins, le magasin d’alimentation général se retrouve inondé, détruisant les provisions restantes des Bourguignons. Incapables de surmonter ce nouveau problème, les Bourguignons se préparent à abandonner mais ils découvrent que des Londoniens sympathiques commencent à leur jeter des colis alimentaires de l’autre côté de la barrière et bientôt d’autres se joignent à eux. Les Bourguignons ont ainsi un approvisionnement suffisant en denrées  alimentaires et décident de rester. Parmi les élans de générosité, on notera un hélicoptère distribuant du lait et des porcs parachutés dans la région.
Pendant ce temps,10 Downing Street subit de plus en plus de pressions publiques pour résoudre la situation et il devient clair pour les diplomates britanniques chargés de trouver une solution que vaincre les Bourguignons par la famine est à la fois difficile et impopulaire auprès du peuple britannique. Décidant de négocier, une mésentente a lieu  au sujet du trésor déterré mais le chancelier bourguignon de l’Échiquier, suggère un prêt bourguignon du trésor à la Grande-Bretagne avec un taux d'intérêt revenant aux citoyens bourguignons. Avec la dernière partie de l’impasse éliminée, Pimiclo retrouve sa place au sein de la Grande-Bretagne, qui voit également le retour du rationnement pour la nourriture et les vêtements dans la région.
Le film se termine par un gigantesque banquet en plein air, auquel sont convié les habitants et les autorités britanniques pour un discours de bon retour au pays mais il est alors interrompu par de fortes pluies, Pimlico étant redevenu britannique.

## Fiche technique
- Titre français : Passeport pour Pimlico
- Titre original anglais : Passport to Pimlico
- Réalisation : Henry Cornelius
- Scénario : T.E.B. Clarke
- Production :
  - Société de production : Ealing Studios
  - Producteur : Michael Balcon
  - Producteur associé : E.V.H. Emmett
- Musique :
  - Musique originale : Georges Auric
  - Musique additionnelle : chanson « I Don't Want to Set the World on Fire » (écrite et composée par Bennie Benjamin, Eddie Durham (également auteur des arrangements), Sol Marcus et Eddie Seiler
- Directeur de la photographie : Lionel Banes
- Création des costumes : Anthony Mendleson
- Montage : Michael Truman
- Direction artistique : Roy Oxley
- Pays : Royaume-Uni
- Genre : comédie
- Durée : 84 minutes
- Date de sortie : avril 1949  Royaume-Uni

## Distribution
- Stanley Holloway : Arthur Pemberton
- Betty Warren : Connie Pemberton
- Barbara Murray : Shirley Pemberton
- Paul Dupuis : le duc de Bourgogne
- John Slater : Frank Huggins
- Jane Hylton : Molly Reed
- Raymond Huntley : Mr. W.P.J. Wix
- Philip Stainton : P.C. Spiller
- Roy Carr : Benny Spiller
- Sydney Tafler : Frederick Albert 'Fred' Cowan
- Nancy Gabrielle : Mrs. Cowan
- Michael Knight : Monty Cowan
- Hermione Baddeley : Eddie Randall
- Roy Gladdish : Charlie Randall
- Frederick Piper : Jim Garland
- Charles Hawtrey : Bert Fitch
- Margaret Rutherford : le professeur Hatton-Jones
- Basil Radford : Gregg
- Naunton Wayne : Straker

## Distinctions
Le film est présenté hors compétition au festival de Cannes 1949.